# Клигер, Валерий Арьевич
Валерий Арьевич Клигер (р. 4 декабря 1938) — советский волейболист и тренер. Мастер спорта международного класса, заслуженный тренер СССР (1978).
Играл нападающим в волейбольных командах «Спартак» и ЦСКА (с 1960). С армейцами 6 раз побеждал в чемпионатах СССР (1960—1966 гг.). Серебряный призёр Спартакиады народов СССР 1967 года. Победитель Кубка европейских чемпионов 1960 и 1962 гг. Победитель чемпионатов дружественных армий (3) — 1962, 1964, 1967.
С 1968 года — тренер мужской волейбольной команды ЦСКА, чемпиона СССР (1971—1984 гг.). Тренер сборной мужской команды Москвы, серебряного призёра Спартакиады народов СССР 1975 г., чемпиона Спартакиады народов СССР 1979 г. Тренер сборной Вооружённых сил СССР победителя чемпионата дружественных армий 1978.
Тренер женской волейбольной команды ЦСКА (1984—1986 гг.). В 1984 г. команда выиграла Кубок СССР, в 1985 — чемпионат СССР. В 1986 году — Кубок европейских чемпионов. Старший тренер сборной женской молодёжной команды СССР, чемпиона Европы 1986, 1988 гг.
Награждён орденом «Знак Почёта» и медалью «За боевые заслуги».
Жена Валерия Клигера — известная советская волейболистка Тамара Клигер.